# Bácsszentgyörgy
Bácsszentgyörgy je obec v Maďarsku v župě Bács-Kiskun v okrese Baja.

## Poloha
Bácsszentgyörgy leží na jihu Maďarska na hranicích se Srbskem. Baja je vzdálena 24 km.